# كاتسوتومو أوشيبا
كاتسوتومو أوشيبا (باليابانية: 大柴 克友) (مواليد 10 مايو 1973)، هو لاعب كرة قدم ياباني سابق كان يلعب كمهاجم.

## وصلات خارجية
- كاتسوتومو أوشيبا على موقع رابطة كرة القدم اليابانية للمحترفين (اليابانية)
- كاتسوتومو أوشيبا على موقع قاعدة بيانات كرة القدم.إي يو (الإنجليزية)
- كاتسوتومو أوشيبا على موقع عالم كرة القدم.نت (الإنجليزية)